# جهش مرغ عشق اوپالی
جهش مرغ عشق اوپالی یکی از تقریباً ۳۰ جهش است که بر رنگ یا ظاهر مرغ عشق‌ها تأثیر می‌گذارد. این جهش زمینه‌ای گونه اوپالی (Opaline) است. هنگامی که با جهش‌های رخ‌زرد II و Clearwing ترکیب شود، انواع رنگین‌کمانی تولید می‌شود.